# Quinto Valério Falto
Quinto Valério Falto (em latim: Quintus Valerius Falto) foi um político da gente Valéria da República Romana eleito cônsul em 239 a.C. com Caio Mamílio Turrino. Era irmão de Públio Valério Falto, cônsul no ano seguinte.

## Batalha das ilhas Égadas (241 a.C.)

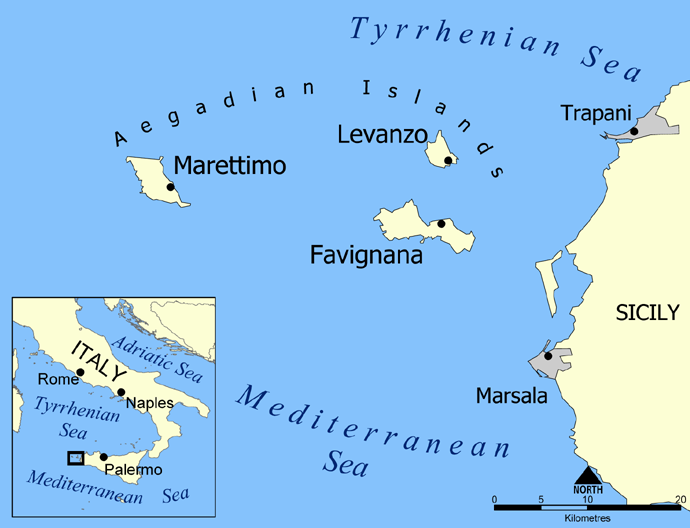
Ilhas Égadas, palco da Batalha das Ilhas Égadas, em 241 a.C..

Com o cargo de pretor, assumiu o comando da frota romana na Batalha das ilhas Égadas, em 241 a.C., a última da Primeira Guerra Púnica, substituindo o comandante-em-chefe e cônsul Caio Lutácio Cátulo, que havia sofrido um ferimento antes e estava impossibilitado de liderar. A sua valorosa conduta durante a batalha lhe valeu uma grande fama entre romanos e cartagineses. A batalha se transformou numa grande vitória para os romanos e praticamente encerrou a Primeira Guerra Púnica, o que lhe valeu um triunfo pretorial, apesar dos protestos do Falto, que reivindicava para si toda a glória. Chamado a arbitrar o caso, o venerável ex-ditador Aulo Atílio Calatino decidiu em favor de Cátulo, concedendo a honra menor a Falto.

## Consulado (239 a.C.)
Marco Semprônio foi eleito cônsul em 239 a.C. com Caio Mamílio Turrino. Nenhum feito relevante foi registrado durante seu mandato.